# Tratamiento de segunda línea
Se conoce como tratamiento de segunda línea (TSL) a las terapias aprovechadas cuando el tratamiento aceptado como de primera línea ha fracasado ya sea por la terapia misma o por eventualidades en el paciente que imposibilitan su empleo.
En el área farmacológica, el tratamiento de primera línea es el régimen terapéutico manifestado en la literatura médica y que es aceptado por la corriente médica actual para el tratamiento inicial de un determinado tipo de enfermedad. Cuando se prescribe un fármaco el médico debe comenzar con el tratamiento de primera línea con la finalidad de aliviar o curar la enfermedad si es posible. Regularmente, estos fármacos de primera intención son altamente reconocidos por su eficacia y relativamente pocos efectos secundarios.
Sin embargo, los tratamientos de segunda línea son aquellos que se usan cuando las primeras no funcionan adecuadamente, el paciente está imposibilitado físicamente para recibirlas o tiene un historial de alergias al grupo farmacológico al que pertenece el medicamento, por ejemplo. Es en estos casos que se debe adoptar un nuevo régimen con un 'tratamiento de segunda línea'.

## Casos en que se emplea un tratamiento de segunda línea
- Es posible que la terapia de primera línea no haya mostrado señales de que funciona en el paciente bien diagnosticado
- Que la terapia elegida de primera intención muestre una eficacia limitada
- Que la farmacoterapia haya producido efectos secundarios inaceptables, reacciones adversas, daño a órganos en el cuerpo del paciente
- Cuando aparezca una Idiosincrasia que ponga en peligro la vida del paciente.
- Cuando la terapias de primera línea muestren un progreso durante un período de tiempo para luego ocurrir un estancamiento y empeoramiento de la enfermedad.[2]

En ocasiones, la FDA aprueba un fármaco nuevo como TSL, como el Lumiliximab o el Osimertinib. En otras ocasiones, un fármaco empleado como de primera elección para una indicación específica, se vuelve de segunda línea para otra afección. Muchos antibióticos son de segunda línea, sobre todo cuando la primera terapia es ineficaz debido a la resistencia bacteriana o porque el paciente es alérgico al antibiótico. Otras veces, una combinación de fármacos (de primera línea cada uno), se vuelven terapia de segunda línea debido a que la combinación puede ser sinérgica. Se ha notado que estas combinaciones permiten cambiar los regímenes de dosificación para lograr tasas elevadas de curación. Esto es común en oncoterapia.
Aunque existen protocolos y guías a seguir en la literatura médica (o por convención) con respecto de cómo iniciar una terapia, no es obligatorio que un médico comience con un tratamiento de primera línea. Esto queda a su criterio.